# Trufla czarnozarodnikowa

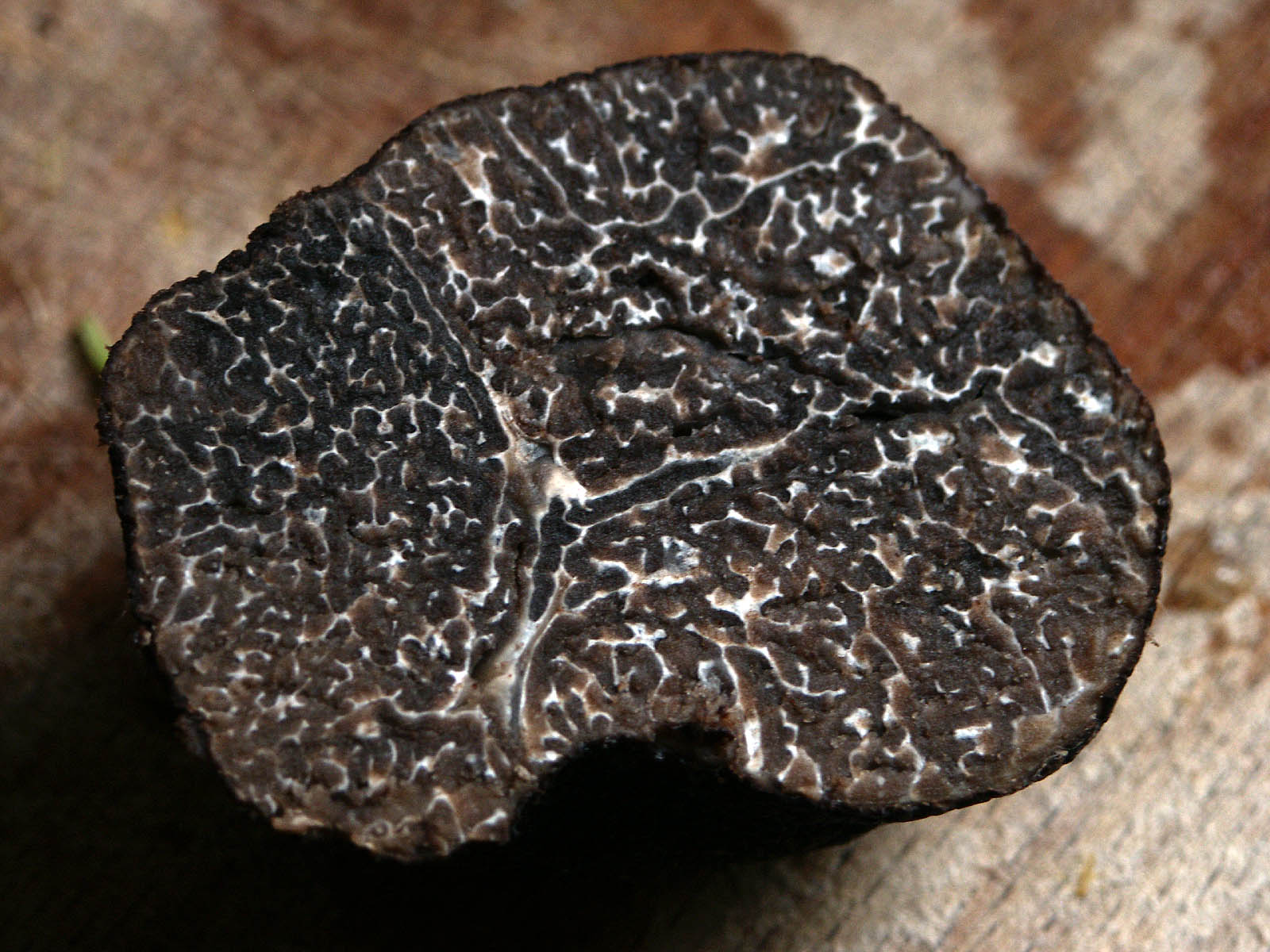
Hymenium Tuber melanosporum

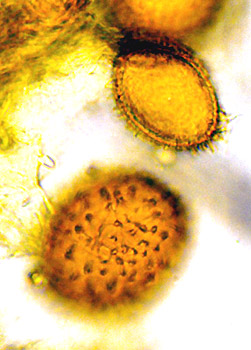
Askospory Tuber melanosporum

Trufla czarnozarodnikowa, trufla perygordzka (Tuber melanosporum Vittad.) – gatunek grzybów należący do rodziny truflowatych (Tuberaceae).

## Systematyka
Pozycja w klasyfikacji według Index Fungorum: Tuber, Tuberaceae, Pezizales, Pezizomycetidae, Pezizomycetes, Pezizomycotina, Ascomycota, Fungi.
Gatunek ten został po raz pierwszy zdiagnozowany taksonomicznie przez Carlo Vittadiniego w „Monographia Tuberacearum” w 1831 r. Zaklasyfikowano tam rodzaj Tuber do sekcji Centrales rodziny Tubereae, należącej do podrzędu Angiogastrum w ówczesnej klasie Gasteromycetum. Został tam opisany m.in. jako „Difforme, angulosum, verrucis nuns majoribus, nunc minoribus polyedris muricatum, [...] Odor Fragriae, subfracidus.”.

## Morfologia
Owocnik
Nieregularny, bulwiasty owocnik o wymiarach ok. 2–8 cm. Okrywa askokarpu jest, ciemna, pokryta graniastymi guzkami. Obłocznia ciemnofioletowoczarna, z białawym lub różowym, marmurkowatym wzorem na przekroju.
Zarodniki
Elipsoidalne, o wymiarach 27–55×20–33 μm, z powierzchnią pokrytą grubymi kolcami.

## Występowanie
Występowanie trufli czarnozarodnikowej potwierdzono we: Francji, Hiszpanii, Niemczech, Nowej Zelandii, Słowenii i Stanach Zjednoczonych. Gatunek ten rozwija się pod dębami i leszczynami, na wapiennych glebach. Wytwarza owocniki od października do lutego (w Europie).

## Znaczenie
Grzyb mikoryzowy. Askokarpy Tuber melanosporum są jadalne. Na przełomie XIX i XX w. w Europie pozyskiwano około 1000–2000 ton owocników tego gatunku, natomiast sto lat później wartość ta spadła do 50–100 ton w sezonie. Do zbioru trufli wykorzystuje się tresowane psy, które zastąpiły wcześniej używane do tego celu świnie.
Trufla perygordzka jest używana jako grzyb przyprawowy, w celu wzbogacania potraw własnym, silnym aromatem. Jest to, obok trufli białej (piemonckiej), jeden z osiągających najwyższe ceny gatunków grzybów owocnikowych. Klasyczne dania z zastosowaniem askokarpów tej trufli to m.in.: pasztet strasburski (paté de foie gras), tournedos Rossini oraz omlet truflowy.

## Uprawa
W południowej Francji jest uprawiana w warunkach naturalnych, na plantacjach trufli nazywanych truffière. Jedna z polskich nazw, trufla perygordzka (także perygordska) pochodzi od francuskiego regionu Périgord, w którym często zbierało się jej owocniki. Od 1987 gatunek ten uprawia się także w Nowej Zelandii, gdzie pierwsze zbiory miały miejsce w 1993. Optymalne warunki do uprawy trufli perygordzkiej obejmują: odpowiedni klimat (ciepłe lata i chłodne zimy), wysoka przepuszczalność gleby, niskie jej zakwaszenie (ponad 7,5 pH, optymalnie 7,9 pH) i dobre napowietrzenie, odpowiednią strukturę gleby (rędziny o miąższości ok. 40 cm na podstawie wapiennej), możliwość sztucznej irygacji, nieobecność przypadkowych drzew (mogących pozostawać w mikoryzie z innymi, konkurującymi z truflami, gatunkami grzybów).